# Timmy Thomas
Timmy Thomas (Evansville, 13 novembre 1944 – Miami, 11 marzo 2022) è stato un cantante, tastierista e compositore statunitense noto soprattutto per il suo successo Why Can't We Live Together.

## Album
- Why Can't We Live Together (1972)
- You're the Song I've Always Wanted to Sing (1974)
- The Magician (1976)
- Touch to Touch (1977)
- Gotta Give A Little Love (Ten Years After) (1984)